# پاتنم لیک (نیویورک)
پاتنم لیک (به انگلیسی: Putnam Lake) یک منطقهٔ مسکونی در ایالات متحده آمریکا است که در شهرستان پوتنام، نیویورک واقع شده‌است. پاتنم لیک ۱۱٫۲ کیلومتر مربع مساحت و ۳٬۸۴۴ نفر جمعیت دارد و ۱۵۶ متر بالاتر از سطح دریا واقع شده‌است.